# Художественная галерея Альберты
 Художественная галерея Альберты  (англ. Art Gallery of Alberta (AGA) ) — художественная галерея в городе Эдмонтон (провинция Альберта, Канада).
Расположена в центре города на площади Уинстона Черчилля. В собрании галереи более 6 тысяч картин, скульптур, фотографий, гравюр, рисунков и инсталляций оцениваемых примерно в 30 миллионов долларов.

## История
Художественная Галерея Альберты, называвшаяся первоначально «Эдмонтонским музеем искусств», была создана в 1924 году. Первая выставка, предложившая вниманию публики 24 работы, заимствованные в Национальной галереи Канады, состоялась в Палм-зале отеля Макдональд. Музей несколько раз менял своё расположение. В 1952 году музей переехал в Ричард-Секонд-Хаус — особняк с видом на долину реки Норт-Саскачеван, построенный на рубеже XIX и XX веков. В 1956 году музей был официально переименован в «галерею Эдмонтона», а в 2005 году получил своё нынешнее название.

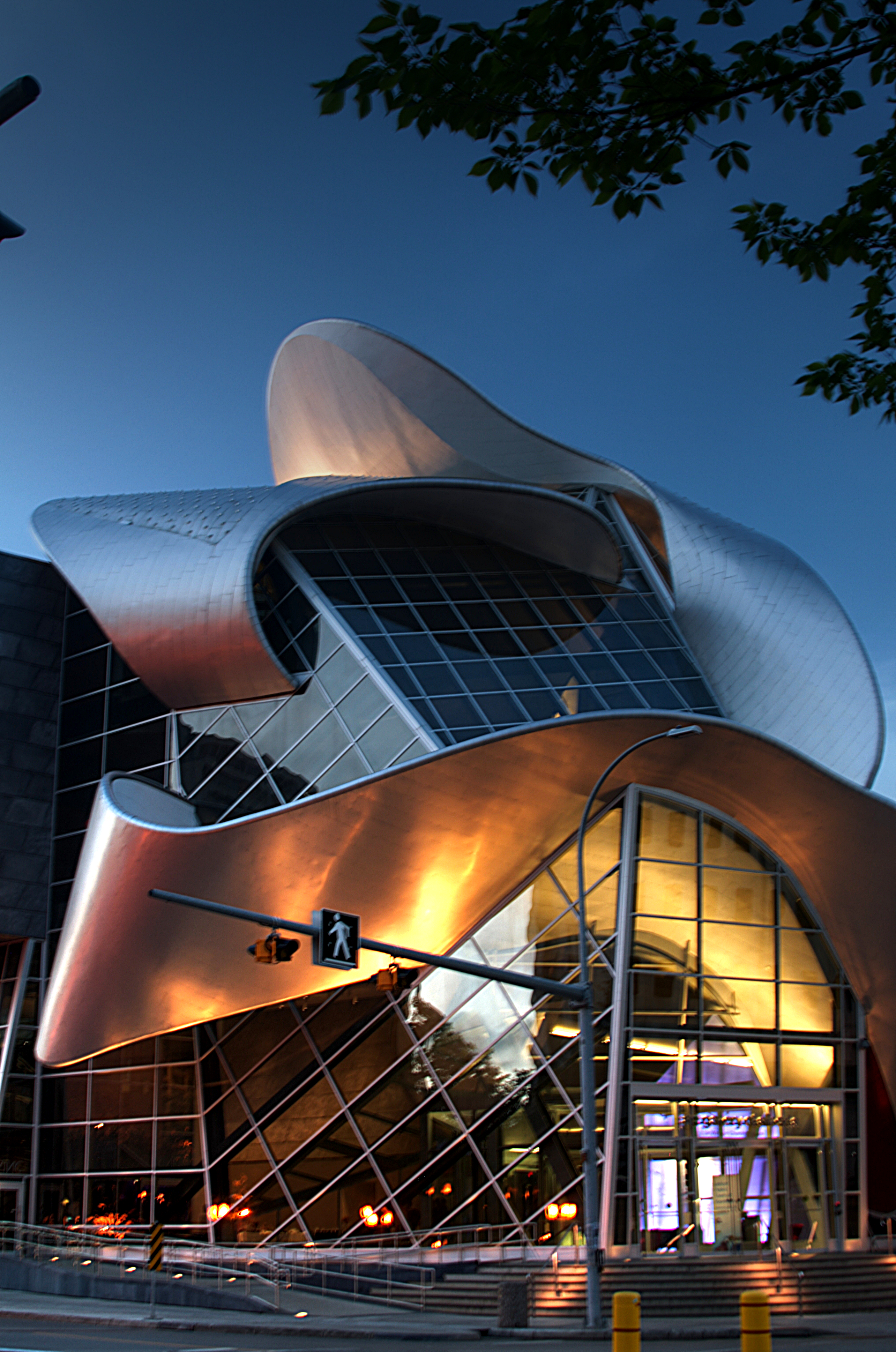
Музей вечером

 Надежды на строительство нового здания для растущей коллекции галереи были реализованы в 1962 году, когда госпожа А. Е. Конделл завещала деньги для новой галереи в память своего сына Артура Блоу Конделла. С архитекторами Дональдом Битторфом и Джеймсом Уэнзли был заключен контракт на проектирование здания, и в апреле 1969 года новое здание галереи было открыто для публики. Площадь здания увеличилась, когда в 1977 году было пристроено новое крыло.
Галерея пережила новый этап своей истории в 2005 году, когда после международного архитектурного конкурса Лос-Анджелесская фирма Randall Stout Architects была выбрана для реконструкции здания галереи. Новое здание галереи было открыто 31 января 2010 года, его общая площадь составила почти 8000 м², из которых около 3000 м² оснащено системой климат-контроля. Здание выделяется, в первую очередь, неординарным архитектурным решением экстерьера, помимо самого музея в нём находится театр на 150 мест, ресторан, бар и магазин.
Значительную часть постоянной коллекции составляет дар полученный галереей в 1976 году от Poole Foundation — 100 картин и скульптур крупнейших канадских художников и скульпторов, в том числе произведения Эмили Карр, Мориса Каллена, Пола Пила и многих других.

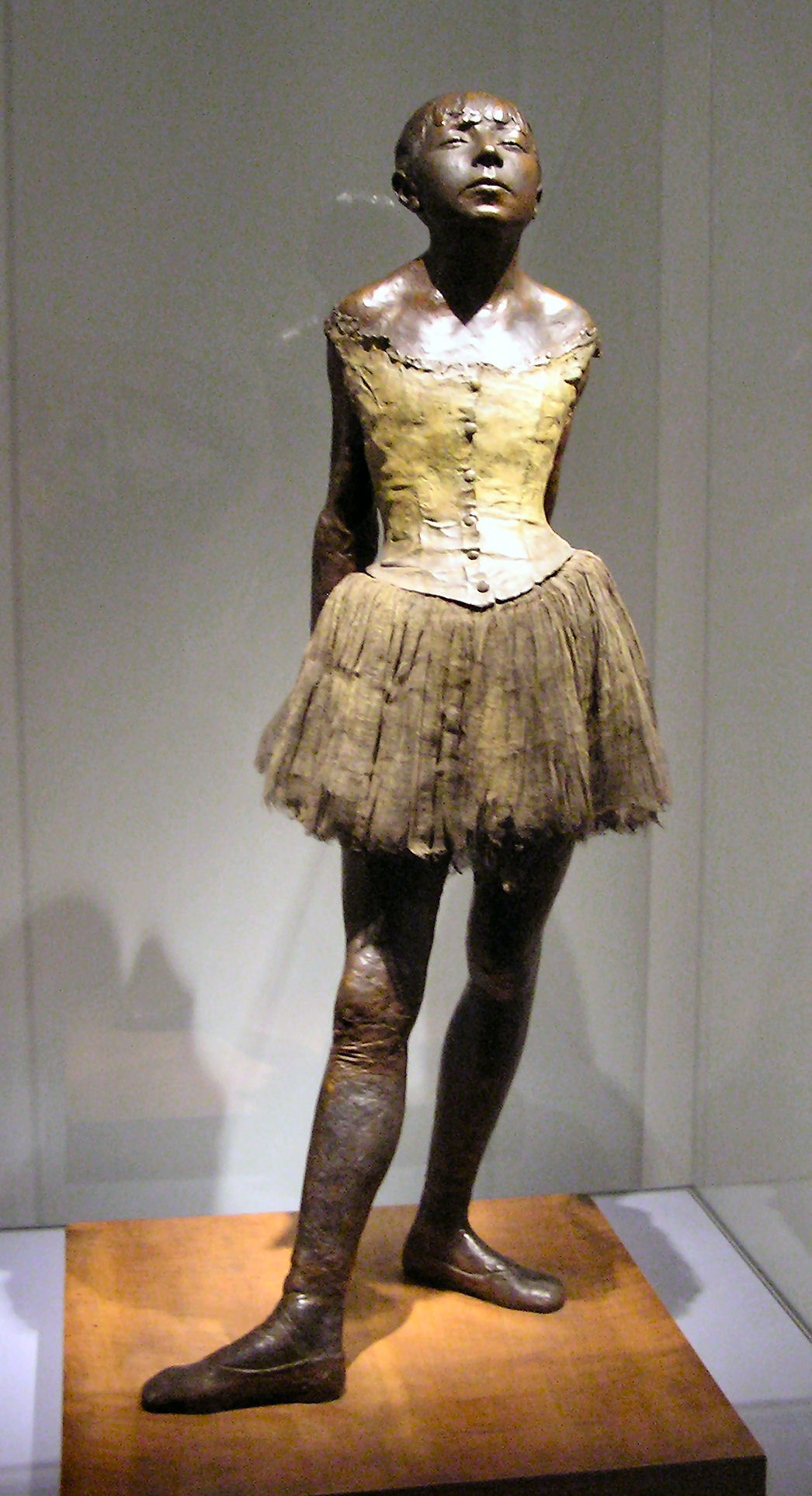
«Танцовщица», Эдгар Дега
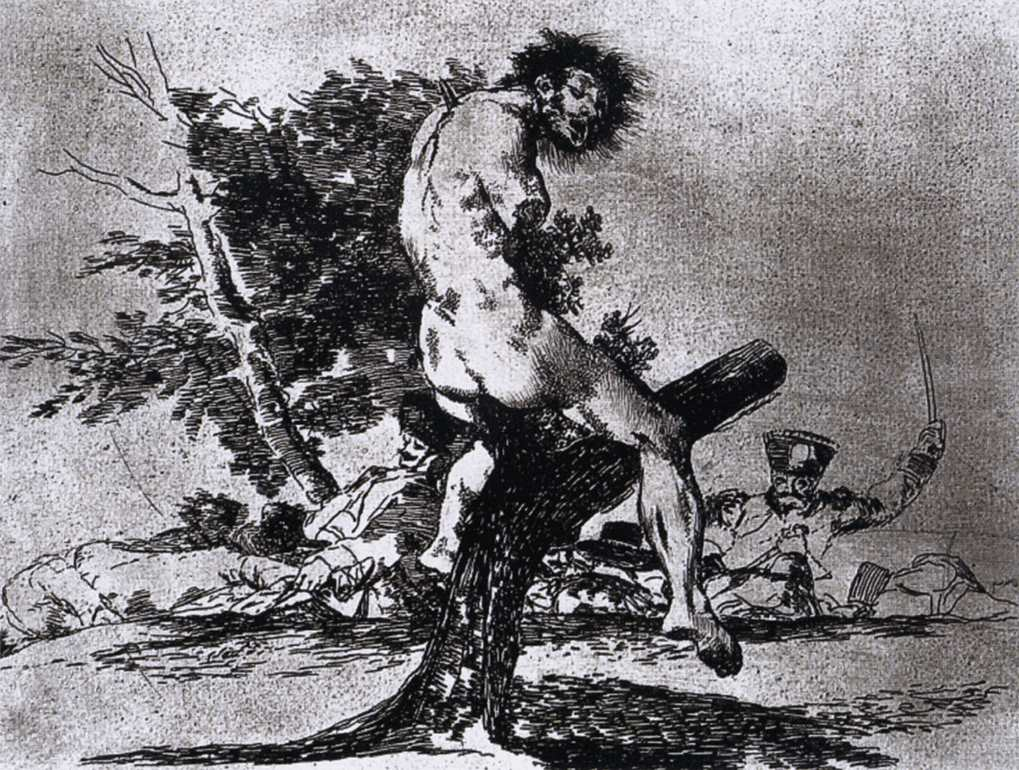
«Ужасы войны», Франсиско Гойа
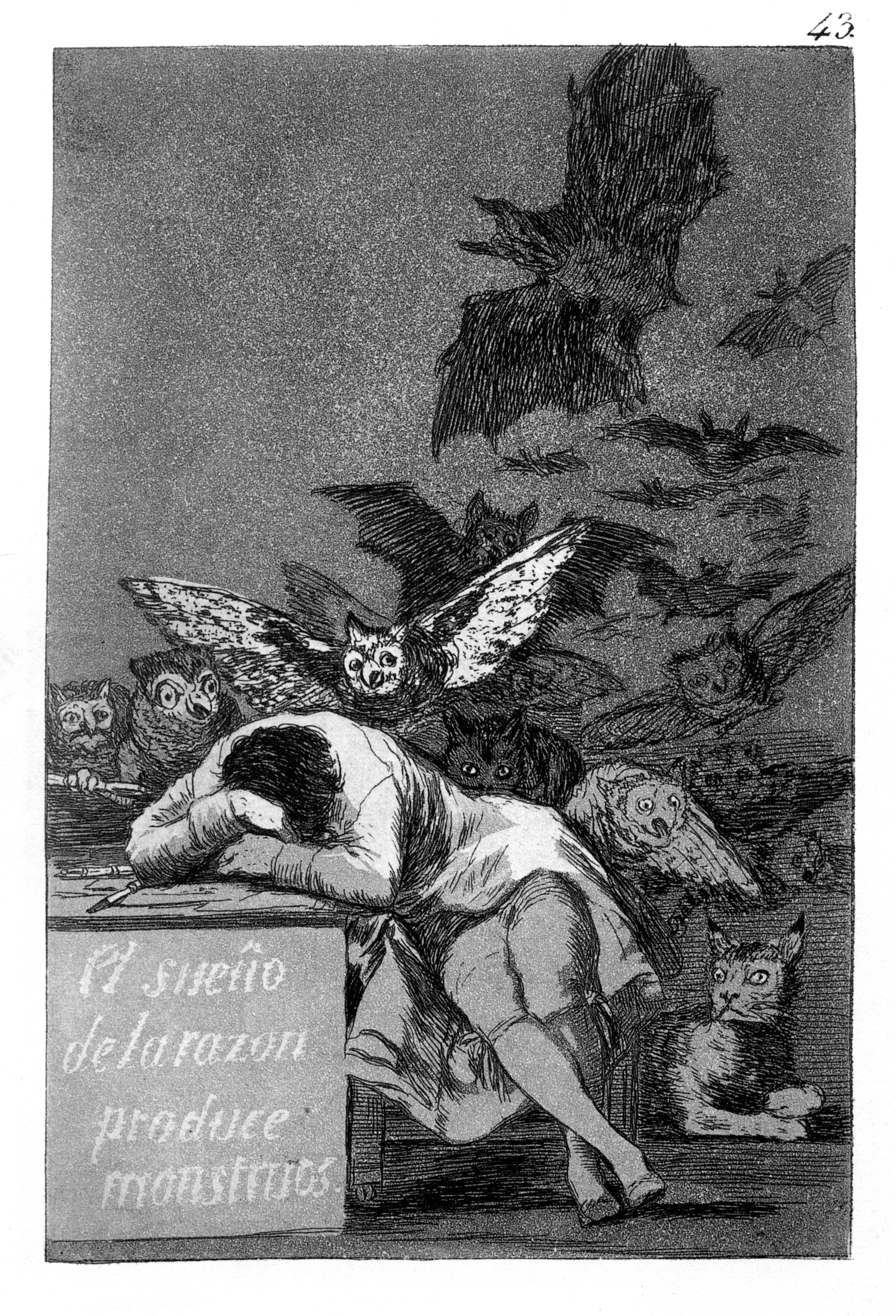
«Сон разума рождает чудовищ», Франсиско Гойа